# Bin-Jip – Leere Häuser
Bin-Jip – Leere Häuser (kor. 빈집, Bin-jip, dt. leere Häuser) ist ein südkoreanischer Spielfilm unter der Regie von Kim Ki-duk.
Eine Besonderheit dieses poetischen Liebesfilms ist, dass der Protagonist Tae-Suk während des ganzen Films stumm bleibt. Und selbst Sun-hwa, die Protagonistin, spricht lediglich gegen Ende des Films zwei Sätze („Ich liebe dich.“ und „Das Frühstück ist fertig.“). Ansonsten überlässt es der Regisseur den Bildern und anderen Akteuren, dem Zuschauer die Handlung zu vermitteln.
Deutsche TV-Premiere des Films war am 8. November 2007 bei der ARD unter dem Titel Bin-Jip – Der Schattenmann.

## Handlung
Der Protagonist Tae-suk lässt sich auf seinem Motorrad durch die Stadt treiben. Er bricht per Lockpicking in verschiedene Wohnungen ein, deren Eigentümer vorübergehend verreist sind. Als Indikator benutzt er Pizzaflyer: Sind sie lange nach dem Anbringen noch unangetastet, ist er sicher, dass keiner zu Hause ist. Dann lässt er sich dort nieder, isst, schläft und geht wieder, allerdings nicht ohne vorher die Kleider des Besitzers gewaschen, die Wohnung geputzt und defektes Equipment repariert zu haben. Der Sonderling stiehlt nie etwas, sondern verschwindet stets nach einigen Tagen wieder unbemerkt. Doch eines Tages bricht er in das Haus des Models Sun-hwa ein, die mit einem reichen Geschäftsmann verheiratet und Opfer von häuslicher Gewalt ist. Zunächst versteckt sie sich vor ihm, aber als ihr Mann kommt und die beiden überrascht, flieht sie mit Tae-suk und folgt ihm bei seiner Reise durch die Stadt, die kein wirkliches Ziel zu haben scheint.
So leben beide in stillem Einverständnis miteinander, aus dem sich eine innige Zuneigung entwickelt. Sun-hwa begleitet Tae-suk fortan und dringt zusammen mit ihm in Häuser und Wohnungen ein. Eines Tages jedoch betreten sie eine Wohnung, in der sie einen toten alten Mann auffinden. Anschließend beerdigen Tae-suk und Sun-hwa diesen in respektvoller Weise. Doch als der Sohn des Verstorbenen mit seiner Frau in die Wohnung kommt und die beiden Eindringlinge entdeckt, ruft er die Polizei. Tae-suk wird als vermeintlicher Mörder festgenommen. Während der Vernehmungen spricht Tae-suk weiterhin kein Wort, was den zuständigen Kommissar in Rage versetzt. Um ihn zum Reden zu bringen, verprügelt er Tae-suk. Es stellt sich rasch heraus, dass der alte Mann nicht ermordet wurde, sondern an Lungenkrebs starb. Tae-suk wird dennoch angeklagt, wegen der Entführung von Sun-hwa – ihr gewalttätiger Ehemann hatte sie als vermisst gemeldet –, sowie wegen Einbruchs und der unsachgemäßen Beseitigung einer Leiche.
Sun-hwa muss zu ihrem Ehemann zurückkehren. Tae-suks Verhalten im Gefängnis ist eigenartig: Er lernt, sich im Schatten des Wärters zu bewegen, immer hinter ihm zu sein, so dass dieser ihn nicht sehen kann. Weil die Wärter ihn deswegen nicht mehr kontrollieren können, wird Tae-suk aus dem Gefängnis entlassen. Zunächst stattet er allen Häusern und Wohnungen, die er zusammen mit Sun-hwa bereist hat, einen Besuch ab, wobei er weiterhin diese Technik anwendet und so unbemerkt von den dort anwesenden Personen verweilt. Im Grunde ist er wirklich unsichtbar geworden, man spürt ihn, kann ihn aber nicht mehr sehen.
Schließlich kehrt er zu Sun-hwas Haus zurück. Ihr Ehemann ist über ihre plötzliche Fröhlichkeit verwundert. Er ahnt nicht, das Tae-suk dieselbe „Unsichtbarkeit“ in seinem Haus anwendet und nur von Sun-hwa gesehen werden kann, die nun, in ihrer aufrichtigen Liebe zu Tae-suk, wieder aufblüht.
Der Film endet mit der Schrifttafel: „Es ist schwer zu sagen, ob die Welt, in der wir leben, die Realität ist oder ein Traum.“

## Hintergründe
Ein zentraler Bestandteil des Films ist Golf; es kommt als Sport ebenso wie als Waffe vor. Tae-suk macht zu Beginn des Films den Ehemann von Sun-hwa mit gezielt zugespielten Golfbällen kampfunfähig. Als Tae-suk verhaftet wurde, besticht der Ehemann den Kommissar und rächt sich auf dieselbe Art. Nach seinem Gefängnisaufenthalt attackiert Tae-suk den Kommissar mit der gleichen Methode.
Vor seiner Festnahme trainiert Tae-suk mit einem Golfball, den er mit einer Schnur an Bäumen festbindet und mit einem Golfschläger schlägt. Als sich eines Tages der Ball von der Schnur löst, wird dadurch eine Beifahrerin eines vorbeifahrenden Autos lebensgefährlich (möglicherweise tödlich) verletzt. Der englische Titel des Films, 3-iron, steht deshalb nicht nur für die Dreiecksgeschichte am Ende des Films, sondern auch für die Art des Golfschlägers, mit dem Tae-suk spielt: einem 3er Eisen.

## Auszeichnungen
- Bin-jip erhielt 2004 den Grand Prix de la FIPRESCI.
- Der Film gewann den Hauptpreis Goldene Ähre der Semana Internacional de Cine de Valladolid 2004.
- Regisseur Kim Ki-duk erhielt für den Film bei den Filmfestspielen in Venedig 2004 den Silbernen Löwen in der Kategorie Beste Regie.
- Busan International Film Festival 2004: NETPAC-Preis[2]

## Kritiken
„Der weltentrückte Film ist geprägt von meditativer Ruhe und doppelgesichtigen Figuren, die durch die Liebe Frieden mit sich selbst finden. Dabei verwischt die kunstvolle Bildsprache die Grenzen zwischen Traum und Wirklichkeit und löst die Handlung in ein zartes Märchen auf, dessen Protagonisten wie Engel erscheinen.“

„Aber bei aller Schönheit verblasst Bin-Jip dann doch viel schneller als Kims frühere Filme. Man fragt sich, was er hier eigentlich erzählen will, und ob die Andeutungen, in die er sich zurückzieht, nicht einfach unpräzise sind. Und wenn dann das Klavier noch ein weiteres Mal gar melodisch klingt, die Figuren wieder gar poetisch schweigen, dann keimt der Verdacht, dass es sich der Regisseur diesmal doch etwas zu einfach gemacht hat, dass er seine Originalität für den Erfolg beim westlichen Publikum verkauft und statt Kunst diesmal weltflüchtiges Kunsthandwerk produziert hat – freilich auf äußerst hohem Niveau.“

„Völlig zu Recht herrscht in diesem stillen Film ein großes Misstrauen gegen die Sprache. Sie gehört allein den Schlägern, Polizisten und cholerischen Ehemännern. Die Liebenden hingegen wechseln kein einziges Wort. Womöglich sind sie von Anfang an in eine Sphäre entschwunden, die keine Sprache und nicht einmal mehr Körper braucht.“

„Gewalt und Leid sind in Bin-jip einer klaren moralischen Wertung entzogen. Kim nutzt vielmehr die Formen der Gewalttätigkeit als Unterscheidungsmerkmale zwischen den Menschen. Die Schläger, mit deren Hilfe die Bälle ihre Opfer treffen, sind zivilisierte Instrumente, nie werden sie zum rohen Gewaltmittel.“